# Pekalongan
Pekalongan este un oraș din Indonezia.